# Nowa Różanka (gromada)
Nowa Różanka – dawna gromada, czyli najmniejsza jednostka podziału terytorialnego Polskiej Rzeczypospolitej Ludowej w latach 1954–1972.
Gromady, z gromadzkimi radami narodowymi (GRN) jako organami władzy najniższego stopnia na wsi, funkcjonowały od reformy reorganizującej administrację wiejską przeprowadzonej jesienią 1954 do momentu ich zniesienia z dniem 1 stycznia 1973, tym samym wypierając organizację gminną w latach 1954–1972.
Gromadę Nowa Różanka z siedzibą GRN w Nowej Różance utworzono – jako jedną z 8759 gromad na obszarze Polski – w powiecie kętrzyńskim w woj. olsztyńskim na mocy uchwały nr 15 WRN w Olsztynie z dnia 4 października 1954. W skład jednostki weszły obszary dotychczasowych gromad Nowa Różanka i Stara Różanka oraz miejscowość Strzyże z dotychczasowej gromady Karolewo ze zniesionej gminy Nowa Różanka w powiecie kętrzyńskim, a także obszar dotychczasowej gromady Mażany ze zniesionej gminy Radzieje w powiecie węgorzewskim w tymże województwie. Dla gromady ustalono 9 członków gromadzkiej rady narodowej.
1 stycznia 1958 do gromady Nowa Różanka włączono wieś i osadę Siniec, osady Kąty i Rypławki oraz leśniczówkę Sińczyk ze zniesionej gromady Solanka w tymże powiecie.
Gromadę zniesiono 30 czerwca 1968, a jej obszar włączono do gromad: Kętrzyn (wsie Stara Różanka oraz przysiółek Szaty Małe), Kruszewiec (wsie Mażany i Nowa Różanka, PGR-y Kąty i Suchodoły, przysiółki Gryzławki i Strzyże oraz leśniczówkę Dąbrowa) i Srokowo (wieś Siniec oraz przysiółki Rypławki i Sińczyk) w tymże powiecie.